# 武蔵小杉タワープレイス

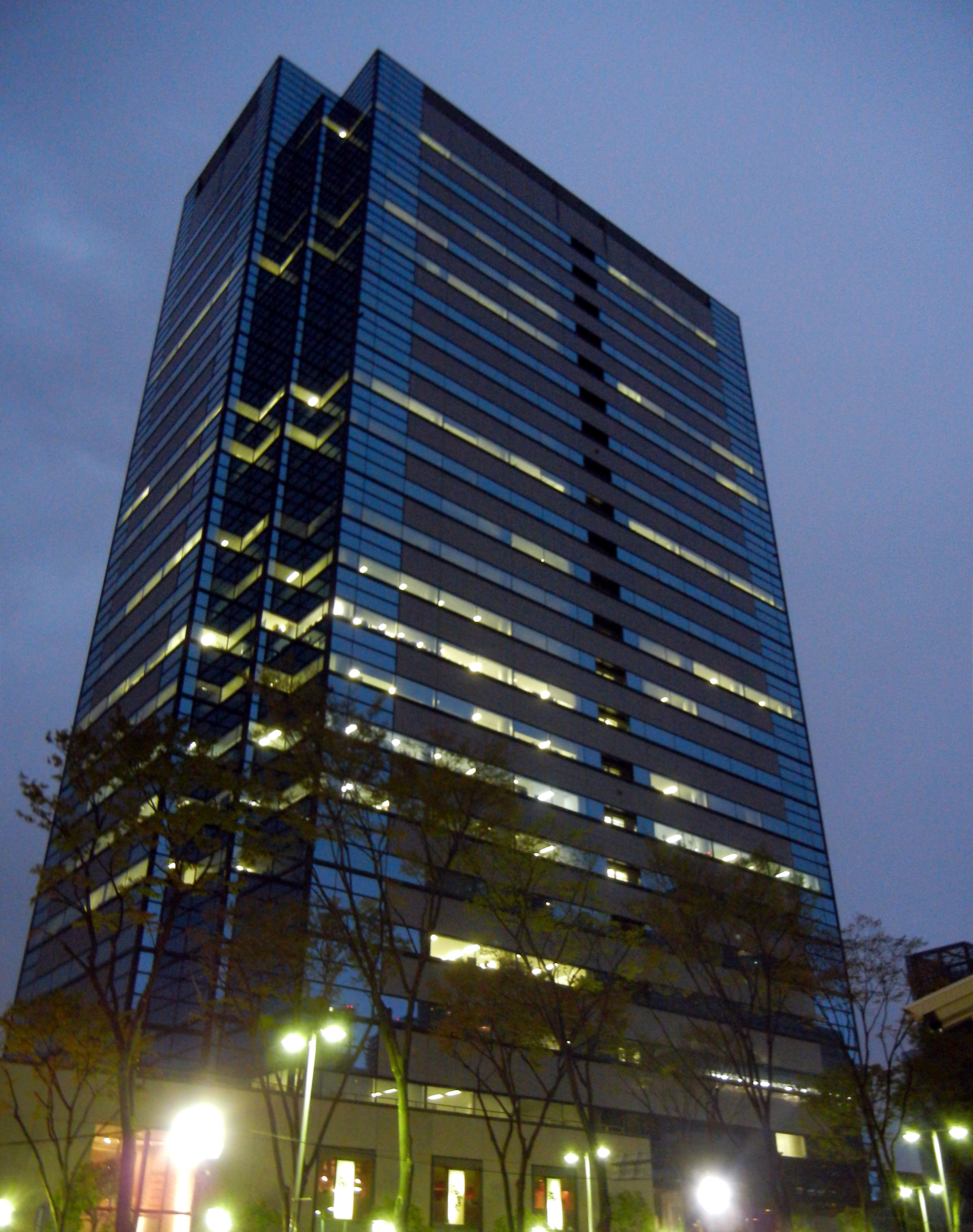
武蔵小杉タワープレイス

武蔵小杉タワープレイス（むさしこすぎタワープレイス）は、神奈川県川崎市中原区にある高層ビル。

## 概要
竹中工務店の施工で1995年7月にオープンした。JR南武線・横須賀線・東急東横線武蔵小杉駅の北側にあり、南武沿線道路に面している。再開発が進行するまでは武蔵小杉周辺で1番高いビルであり、武蔵小杉のランドマークとなっている。
地上23階、地下2階で最高部が100メートルある。1・2階はショッピングフロアとなっており、郵便局や医院に飲食店のほか、FM K-cityのスタジオもある。また、南武線武蔵中原駅前に富士通の本店・川崎工場がある関係から、富士通関連企業が多くテナントとして入居しており、かつてはJリーグ・川崎フロンターレの運営会社もあった。
川崎市アセスメント条例の高層建築物適用第1号となっている。
エレベーター数:12基（低層用5基日立製、高層用5基東芝製、非常用2基三菱電機製）

## 住所
- 郵便番号: 211-0063
- 神奈川県川崎市中原区小杉町1丁目403番地

## 放送送信施設概要
- 当ビル屋上にはコミュニティFM放送局であるかわさき市民放送の送信所が置かれていた。（現在の送信所は、パークシティ武蔵小杉ザガーデンタワーズウエストに移転し、空中線電力7W、ERP91Wに減力。）

| 放送局名 ｢愛称｣              | コールサイン | 周波数  | 空中線電力 | ERP  | 放送対象地域 | 放送区域内世帯数 | 開局日       |
| かわさき市民放送 ｢FM K-City｣ | JOZZ3AK-FM   | 79.1MHz | 20W        | 300W | -            | 約-世帯          | 1996年7月1日 |